# Maerne
Maerne è una frazione di 7 773 abitanti del comune di Martellago, nella città metropolitana di Venezia.

## Geografia fisica
Maerne sorge in territorio pressoché pianeggiante lungo le rive del fiume Marzenego, a sud del capoluogo comunale, nei pressi del confine fra il territorio di Martellago e quello di Spinea.
Si trova nell'est della pianura Padana.

### Origini del nome
Il toponimo è in relazione con il latino maternu "ereditato dalla madre", riferito ad una proprietà.
Il nome Maerne si fa risalire all'antica radice Mad, indicante luoghi paludosi ed acquitrinosi, come dovevano essere quelli in cui sorse Maerne all'epoca del ritiro del mare Adriatico e la formazione della pianura veneta; tale radice si ritrova anche in altri nomi di località della zona, come ad esempio Martellago e Meolo.

## Storia
Maerne fu citata per la prima volta in un documento del 1026, in cui sono ricordate alcune donazioni terriere al monastero di Santa Marta di Venezia da parte del doge Pietro Centranico. Nel 1177, invece, viene citato, tra i notabili che prestarono giuramento al vescovo di Treviso, un tale Jansegaldino da Maerne. Il centro abitato era dotato anche di opere difensive, come testimoniano alcuni documenti del tempo che dichiarano l'esistenza, nei pressi della chiesa, di un luogo detto appunto "Contrà di Torre". La presenza della chiesa è documentata sin dal 1220.
La locale pieve per molti secoli fu soggetta, dal punto di vista ecclesiastico, a Martellago, la cui chiesa era "matrice" di quella di Maerne; situazione che durò fino al concilio di Trento, cioè fino al XVI secolo.
Dal punto di vista politico, Maerne seguì le vicende di Mestre, che dapprima fu soggetta a Treviso e poi, a partire dal 1337, rientrò sotto il dominio della Repubblica Serenissima; situazione che cambiò solo alla fine del XVIII secolo, con l'invasione delle truppe napoleoniche.
Nel 1805 Maerne divenne capoluogo del Comune che comprendeva anche Martellago, il che rinfocolò la storica rivalità tra le due località.

## Monumenti e luoghi d'interesse

### Chiesa arcipretale
Magnifico monumento in stile neogotico, la grande chiesa arcipretale è dedicata alla Cattedra di San Pietro. Fu consacrata nel 1851, anno in cui fu costruito anche il preziosissimo organo Bazzani, che fu affiancato, nel 1972, da un altro grande organo Tamburini, collocato in presbiterio. Durante la seconda metà del XX secolo l'edificio fu più volte ristrutturato e trasformato, in particolare sono stati tolti tutti gli altari laterali, in ossequio alle nuove disposizioni conciliari sulla liturgia, e il fonte battesimale fu spostato nel transetto in cornu evangeli. Dopo l'ultimo intervento nel presbiterio, nel 2006, il tempio è stato ridedicato dall'allora vescovo di Treviso Andrea Bruno Mazzocato. Al suo interno conserva alcune pregevoli opere d'arte tra cui alcuni dipinti di Antonio Beni.
La parrocchia dipende dalla diocesi di Treviso, vicariato di Mirano, ed ha titolo arcipretale dal 1777.

### Barchessa dei Querini Stampalia
È questa l’ultima traccia di un’antica residenza di villeggiatura dei Querini Stampalia, un ramo della famiglia patrizia veneziana dei Querini. 
La costruzione è ad oggi inagibile e in stato di abbandono ma mantiene la suggestiva maestosità tipica delle ville venete.

### Aree naturali
A metà tra gli abitati di Martellago e Maerne si trova il Parco dei Laghetti, grande area verde di 54 ettari gestita dal comune e dal WWF del miranese. Il parco fu creato a partire dagli anni novanta su un'area un tempo adibita a cave di argilla. Oltre ad ampie aree adibite a bosco, si possono trovare anche quattro laghetti, un ampio prato con giochi per bambini, un centro ristoro, e un centro didattico ambientale.

## Cultura

### Biblioteca
Maerne è sede della biblioteca comunale, nata negli anni ottanta per volontà dell'allora sindaco Giuseppe Tronchin, a cui è stata successivamente dedicata. Dal 18 settembre 2010 è situata in una nuova sede in Piazza IV Novembre a Maerne, strutturata su due piani e consta di circa 30.000 documenti, di cui 19000 libri, 2400 DVD, 1400 cd musicali e oltre 7000 libri per bambini e ragazzi.
Fa parte del Sistema bibliotecario della Città Metropolitana di Venezia.

## Infrastrutture e trasporti

### Strade
A est dell'abitato scorre un tratto dell'Autostrada A4. Il paese si trova grossomodo ad egual distanza sia dall'uscita di Spinea che dal casello di Martellago-Scorzè, al quale è collegato da una nuova strada di circonvallazione, bretella della Strada Statale 245 Castellana. Dal centro sono state deviate anche le due provinciali: la SP 36, che collega Martellago a Spinea e la SP 38, diretta a Olmo.

### Ferrovie

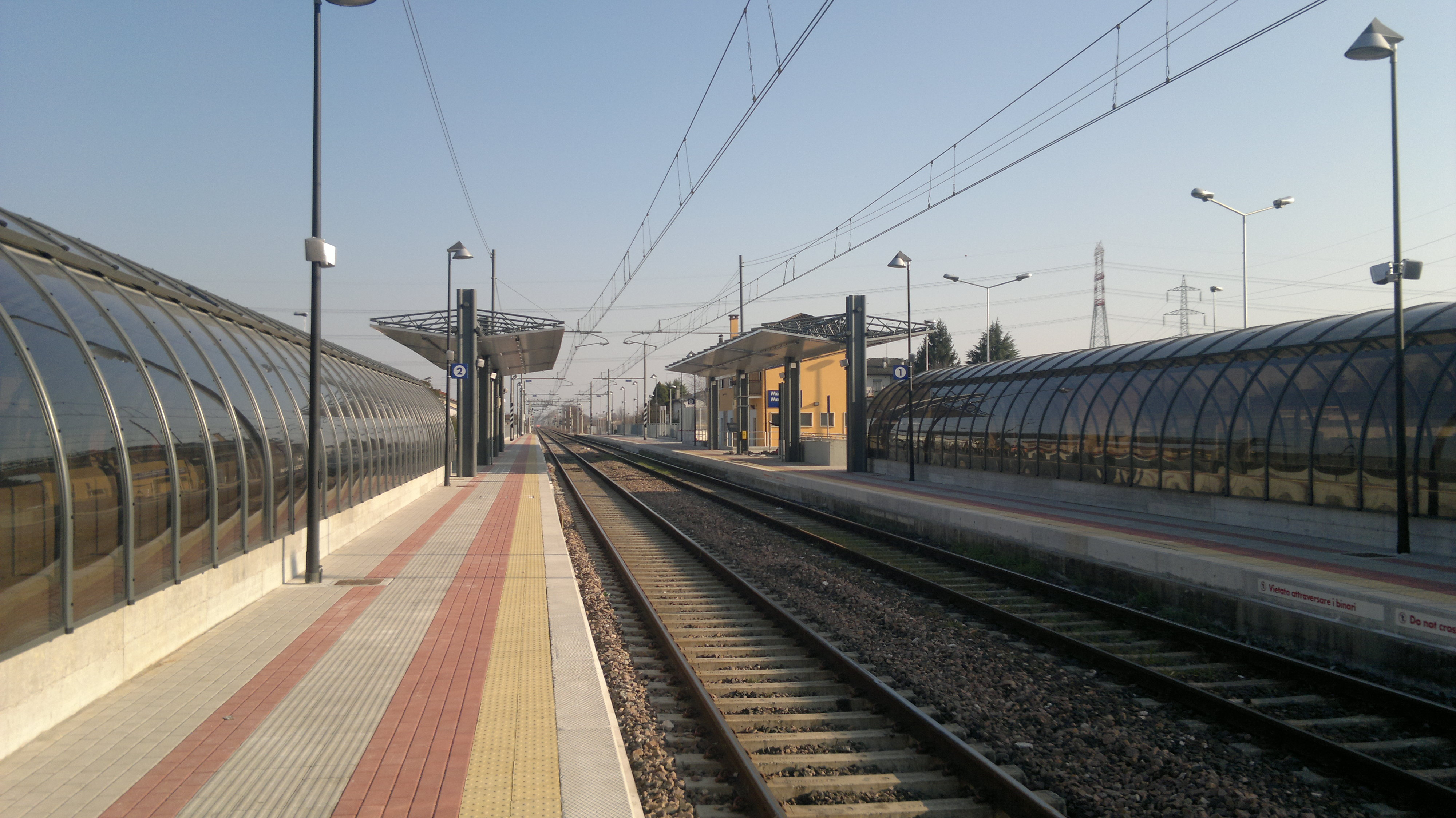
La stazione di Maerne di Martellago

Maerne è servita da una stazione ferroviaria denominata, appunto, Maerne di Martellago, sulla Venezia - Trento detta anche della Valsugana e che sarà interessata dalla linea 6 del Sistema Ferroviario Metropolitano Regionale.

### Mobilità urbana
Maerne è servita dai mezzi dell'ACTV che la collegano a Zelarino, Mestre, Venezia, Martellago, Scorzè, Noale, Mirano (Ospedale), Salzano,
Robegano, Olmo, Trivignano e l'ospedale dell'Angelo di Mestre

## Sport
Gli impianti sportivi comunali di cui è dotato il paese, oltre alle palestre degli istituti scolastici, si trovano in via Olmo, e sono utilizzati in prevalenza dalla Polisportiva Maerne. Oltre al campo sportivo, si possono trovare anche un campo polivalente e le piscine comunali.